# 末広町 (尼崎市)

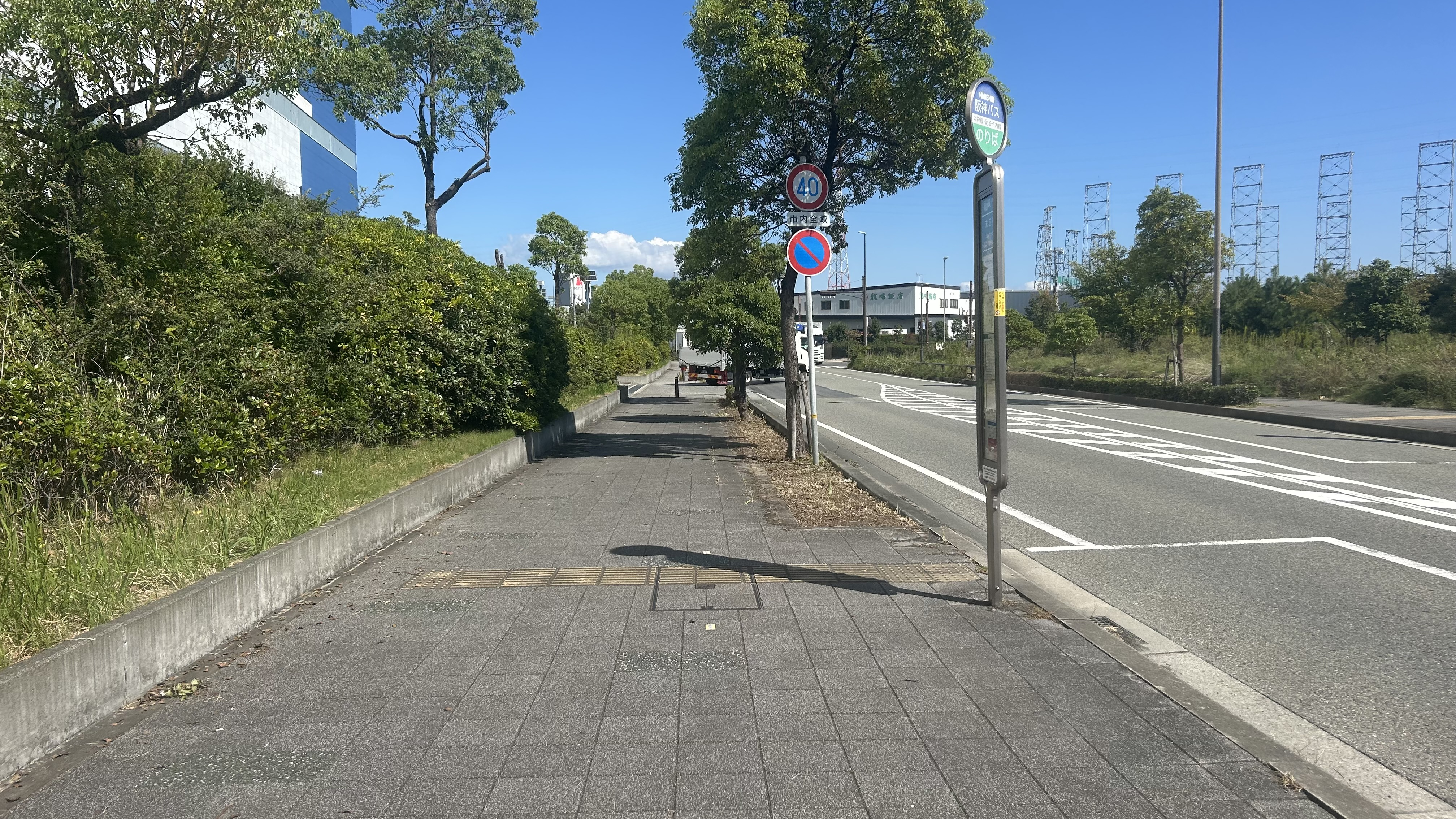
末広町停留所

末広町（すえひろちょう）は、兵庫県尼崎市にある町丁。1丁目から2丁目まである。郵便番号は660-0094。

## 地理
東は東海岸町、西は扇町、北は大浜町・鶴町と隣接している。南は海に隣接している。

## 交通

### 鉄道
鉄道は走っていない

### バス

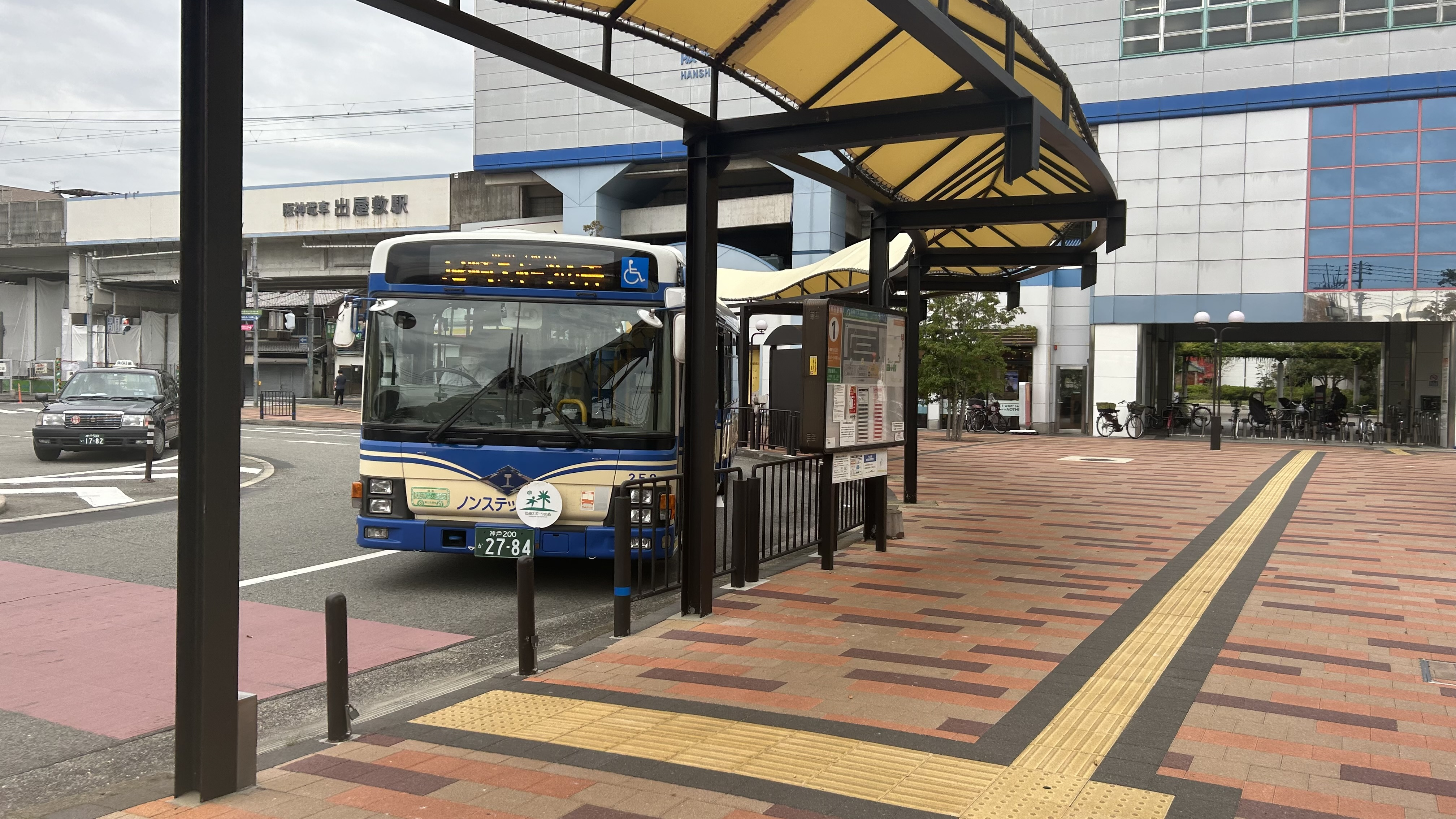
尼崎スポーツの森線
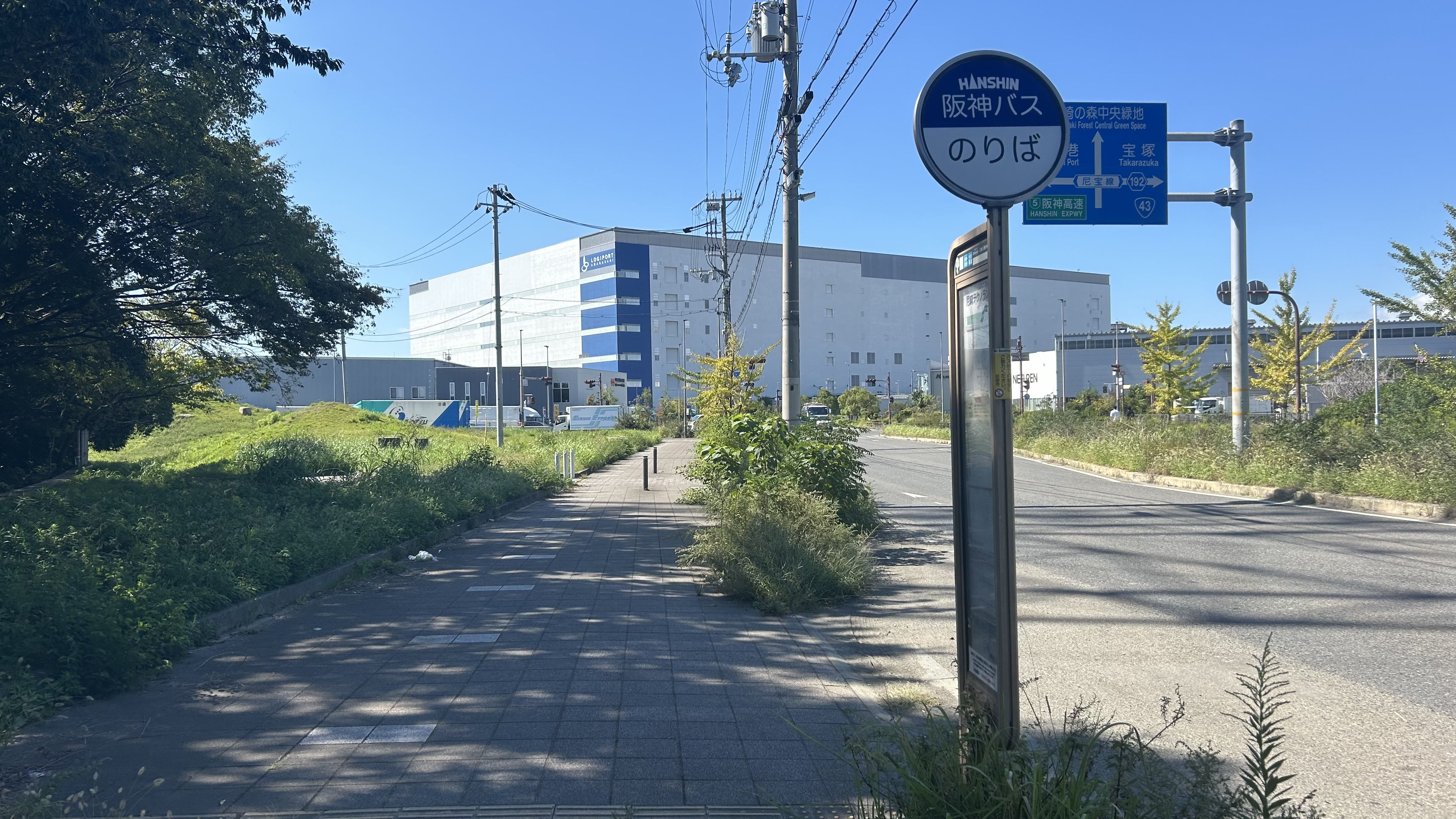
尼崎テクノランド前停留所

阪神バスが通っている。
| 路線名             | 起点       | 町内の停留所                            | 終点               |
| ------------------ | ---------- | --------------------------------------- | ------------------ |
| 60                 | JR立花     | (鶴町)-尼崎テクノランド前-末広町        | 末広町             |
| 85                 | 阪神出屋敷 | (鶴町)-尼崎テクノランド前-末広町        | 末広町             |
| 90                 | 武庫川     | (扇町)-末広町-尼崎テクノランド前        | 尼崎テクノランド前 |
| 尼崎スポーツの森線 | 阪神出屋敷 | (鶴町)-尼崎テクノランド前-末広町-(扇町) | 尼崎スポーツの森   |

- 尼崎スポーツの森線
- 尼崎テクノランド前停留所

## 校区
出典:
| 丁目 | 小学校         | 中学校     |
| ---- | -------------- | ---------- |
| 1    | わかば西小学校 | 大庄中学校 |
| 2    | わかば西小学校 | 大庄中学校 |

## 施設

### 1丁目
阪神高速道路5号線尼崎末広出入口

### 2丁目
全て工業地帯である